# Gianluca Frabotta
Gianluca Frabotta (Rome, 24 juni 1999) is een Italiaans voetballer die bij voorkeur als linksback speelt. Hij tekende in 2019 voor Juventus.

## Clubcarrière
Frabotta begon zijn carrière bij Bologna, dat hem verhuurde aan AC Renate en Pordedone. In augustus 2019 trok hij naar Juventus, waar hij werd gehaald als versterking voor het tweede elftal. Op 1 augustus 2020 debuteerde Frabotta in de Serie A tegen AS Roma.